# 新野宏
新野 宏（にいの ひろし、1953年 - ）は、日本の気象学者。東京大学大気海洋研究所教授、元日本気象学会理事長。研究分野は、地球流体力学・メソ気象力学。

## 経歴
- 兵庫県出身。灘高等学校を経て、1981年東京大学大学院理学系研究科地球物理専門課程単位取得中退。[1]
- 1981年　気象庁気象研究所研究官
- 1983年　アメリカ合衆国・ウッズホール海洋研究所「地球流体力学夏の学校」奨学生
- 1987年　気象庁気象研究所主任研究官、イギリス・ケンブリッジ大学応用力学理論物理学教室外来研究員
- 1995年　東京大学海洋研究所助教授
- 1998年　日本気象学会機関誌『天気』編集委員長
- 2003年　東京大学海洋研究所教授
- 2007年　日本気象学会理事長[2]
- 2019年　藤原賞受賞

## 研究・著作
- 共著 地学団体研究会『新版地学教育講座』編集委員会編『新版地学教育講座 15巻 気象と生活』東海大学出版会、1995年10月
- 文部省科学研究費補助金研究成果報告書 『突風現象を生ずる対流雲の構造と力学』1997-2000年
- 文部科学省科学研究費補助金研究成果報告書『積乱雲に伴うマイクロスケールの激しい現象の構造と発生機構』2003-2005年
- 共編著『身近な気象学』放送大学教育振興会、2010年3月
- 共著『地球環境と流体力学』朝倉書店
- 共著『流体実験ハンドブック』朝倉書店
- 共著『新教養の気象学』朝倉書店

## その他
2011年3月18日、日本気象学会理事長として、同学会会員にむけ、福島第一原子力発電所事故について、「・・・放射性物質の拡散は、防災対策と密接に関わる問題であり、適切な気象観測・予測データの使用はもとより、放射性物質特有の複雑な物理・化学過程、とりわけ拡散源の正確な情報を考慮しなければ信頼できる予測は容易ではありません。今回の未曾有の原子力災害に関しては、政府の災害対策本部の指揮・命令のもと、国を挙げてその対策に当たっているところであり、当学会の気象学・大気科学の関係者が不確実性を伴う情報を提供、あるいは不用意に一般に伝わりかねない手段で交換することは、徒に国の防災対策に関する情報等を混乱させることになりかねません。放射線の影響予測については、国の原子力防災対策の中で、文部科学省等が信頼できる予測システムを整備しており、その予測に基づいて適切な防災情報が提供されることになっています。防災対策の基本は、信頼できる単一の情報を提供し、その情報に基づいて行動することです。会員の皆様はこの点を念頭において適切に対応されるようにお願いしたい・・・」との文書を発表した。